# Vatica cuspidata
Vatica cuspidata là một loài thực vật thuộc họ Dipterocarpaceae. Đây là loài đặc hữu của Malaysia. Chúng hiện đang bị đe dọa vì mất môi trường sống.